# Episodi di Ultima traccia: Berlino (quinta stagione)
La quinta stagione della serie televisiva Ultima traccia: Berlino, composta da 11 episodi, è stata trasmessa sul canale tedesco ZDF dal 23 febbraio al 3 maggio 2016.
In Italia, la stagione è andata in onda su Rai 2 dal 24 agosto 2017 al 25 gennaio 2018.
| nº | Titolo originale | Titolo italiano         | Prima TV Germania | Prima TV Italia   |
| -- | ---------------- | ----------------------- | ----------------- | ----------------- |
| 1  | Arbeitswut       | Ostaggi                 | 23 febbraio 2016  | 16 agosto 2017    |
| 2  | Liebeskind       | Il figlio dell'amore    | 1º marzo 2016     | 17 agosto 2017    |
| 3  | Klickzahlen      | Ricatto                 | 8 marzo 2016      | 18 agosto 2017    |
| 4  | Gesetzeshüter    | Tutore dell'ordine      | 15 marzo 2016     | 21 agosto 2017    |
| 5  | Fenster zum Hof  | La finestra sul cortile | 25 marzo 2016     | 22 agosto 2017    |
| 6  | Teufelspakt      | Patto col diavolo       | 25 marzo 2016     | 23 agosto 2017    |
| 7  | Befreiungsschlag | Liberazione             | 29 marzo 2016     | 24 agosto 2017    |
| 8  | Verfolgt         | Inseguita               | 5 aprile 2016     | 25 agosto 2017    |
| 9  | Unantastbar      | Intoccabile             | 12 aprile 2016    | 28 agosto 2017    |
| 10 | Sternenstaub     | Polvere di stelle       | 19 aprile 2016    | 29 agosto 2017    |
| 11 | Wespennest       | Nido di vespe           | 26 aprile 2016    | 31 agosto 2017    |
| 12 | Vertrauter Feind | L'incubo si ripete      | 3 maggio 2016     | 1º settembre 2017 |